# Lappböle, Vanda stad
Lappböle (finska: Lapinkylä) är en stadsdel i Vanda stad i landskapet Nyland. 
Lappböle är ett växande, småhusbetonat område som fortfarande är glest bebyggt. Lappböle ligger på den västra sidan av Vanda å. Grannstadsdelar är Biskopsböle och Kivistö i väster, samt Sjöskog, Kila och Vinikby på andra sidan Vanda å. Råbro är ett bosättningsområde i Lappböle. 
En stor del av Lappböle består av Vanda ås strandåkrar och annan jordbruksmark. De största bostadsområdena är Koivupää och Lappböle längs med Ripubyvägen. Norr om Koivupää finns Lappängens koloniträdgård i vars stugor man kan bo om sommaren. 
Ringbanan har en stationsreservering i Lappböle. 